# Banjo-Kazooie: Nuts and Bolts
 (avril 2025).
Si vous disposez d'ouvrages ou d'articles de référence ou si vous connaissez des sites web de qualité traitant du thème abordé ici, merci de compléter l'article en donnant les références utiles à sa vérifiabilité et en les liant à la section « Notes et références ».
Banjo-Kazooie: Nuts and Bolts, est un jeu vidéo de plates-formes développé par Rare sur Xbox 360. Il s'agit du troisième épisode en 3D de la série des Banjo-Kazooie débutée en 1998 sur Nintendo 64.

## Trame
Dans la Montagne Spirale, 8 années se sont écoulées après les événements de Banjo-Tooie, les deux compères Banjo et Kazooie sont dehors, tranquilles, en train de s'occuper lorsque soudain la tête de Gruntilda sort et décide de se battre contre eux. Lors du commencement, une espèce de robot interrompt la situation, il s'agit du Seigneur Absolu des Jeux vidéo, abrégé SAJ, qui les teste dans une course lors de laquelle Banjo maintenant obèse échoue. Après son échec, Banjo et Kazooie reprennent leur poids normal tandis que Gruntilda retrouve son corps robotisé. Le SAJ offre à Grunty et à Banjo chacun un véhicule de style futuriste, il leur demande de se rendre à Duelville pour effectuer des mini-jeux afin de récupérer des notes de musique et des pièces de puzzle, l'aventure peut commencer...

## Développement
À l'origine le jeu fut présenté sur GameCube par le biais d'une courte vidéo sous le nom de Banjo Threeie lors du Nintendo Space World d'août 2000. Par la suite, plus aucune nouvelle du jeu ne fut communiquée, et Rareware fut racheté par Microsoft.
Son annonce a été officialisée le 27 septembre 2006 à Barcelone, lors de la conférence du X06, un salon organisé par Microsoft et consacré à sa console Xbox 360.
La bande-annonce montre que la plupart des éléments phares de la série seront conservés comprenant les notes de musiques, les alvéoles de miel et les pièces de puzzle. Il laisse présager que Banjo, Kazooie et Gruntilda seront présents dans le jeu.
Fin mars 2008, Rareware a mis en ligne une page web avec le logo du jeu et une mystérieuse pièce de puzzle.
Le 12 mai 2008, les toutes premières images du jeu font leur apparition sur Internet, on y voit quelque peu l'univers, Banjo et des nouveaux véhicules. On apprend alors que ce nouveau volet permettrait au joueur de créer des véhicules à l'aide de pièces trouvées dans le niveau afin de progresser dans le jeu.